# Knut Eriksson (ingenjör)
Knut Viktor Arkadius Eriksson, född 12 januari 1868 i Stora Kopparbergs församling i Kopparbergs län, död 17 februari 1942 i Falu Kristine församling i Kopparbergs län, var en svensk ingenjör.
Knut Eriksson var son till överläraren Eric Ericsson och Anna Sophia Kjellman. Han var elev vid Högre allmänna läroverket i Falun 1879–1883 och vid Bergsskolan i Falun 1885–1886. Efter en elevtid vid Falu Kopparverk 1886–1887 och en studieresa till USA sistnämnda år blev han 1888 kemist vid San Pedro koppar- och guldgruvor i New Mexico, USA. Eriksson var sedan anrikningsingenjör och laboratoriechef vid Bergverks AB Ladoga, Pitkäranta, Finland, 1889–1898. 
Han uppförde magnetiskt anrikningsverk vid AB Ryllshytte zink- och blygruvor 1898–1899. Eriksson var konsulterande anrikningsingenjör i Falun från 1899 och uppförde anrikningsverk vid Tybo, Grängesberg, 1899–1900. Under tiden 1900–1901 företog han en studieresa till bland annat Tyskland, Österrike-Ungern och Spanien. Han var leverantör till och chef vid Minas de Cala, Huelva, Spanien, 1903–1906. Han moderniserade anrikningsverket i Välimäki, Finland, 1906–1907.
Eriksson gjorde uppfinningar inom anriknings- och transportområden, däribland malmskiljare inom det förstnämnda området. Han blev ledamot av Sveriges Teknologiska Förening 1905.
Knut Eriksson var 1891–1917 gift med Aino Hyppönen. De fick sex barn: teckningsläraren Edith Aina Sophia Hinders (1891–1972), sjuksköterskan Helmi Elin Maria Hinders (1893–1939), Inez Bertha Johanna (1895–1900), tandläkaren Edvin Hinders (1898–1972), Erik William Wäinö (1903–1904), Inez Margaretha Walldin (1907–1985), gift med kyrkoherde Gustaf Daniel Walldin. En sonson är konstnären Björn Hinders.
Andra gången gifte han sig 1919 med Märta Bogren (1889–1987), dotter till handlande Eduard Bogren och Olga Constancia Nordblom.
Han är begravd på Falu Hästbergs kyrkogård.